# Номос земли
Номос земли — геополитическая концепция немецкого юриста, философа и политического теоретика Карла Шмитта, заключающаяся во «взаимосвязи между организацией народов земного пространства и особенностями
государства, всего его социального устройства и права». 

## Концепция номоса
Согласно Шмитту, возникновение государства, права и всех социальных процессов определяется пространственными реалиями (или же делением и распределением земли) в том или ином периоде времени. Теория номоса — разделение истории на определенные временные отрезки, которым присущи тот или иной тип взаимосвязи пространства (почвы) и народов. В каждый исторический промежуток человечество обрабатывало, завоёвывало или разделяло землю, поэтому понятие номоса неразрывно от истории мира. Шмитт выделил три исторических промежутка, три отдельных номоса, определяющих периоды геополитического развития в зависимости от понимания человечеством пространства.

## Первый номос
Существование первого номоса Шмитт относил к эпохе до Великих географических открытий. Изначально люди не имели представления о географических реалиях планеты, карты мира тогда не существовало, а океаны и моря были таинственными и неизведанными голубыми массивами, поэтому жизнь не выходила за границы суши. Каждая более или менее развитая форма государственности считала себя центром Земли и оплотом безопасности, за границами влияния которой бушевала агрессия, хаос и война. Таким образом сосуществование двух разных народов рядом было практически невозможным, так как в то время каждый народ считал только свою землю обитаемой. Следовательно, каждый чувствовавший в себе силы народ мог без угрызений совести продвигаться к новым землям, захватывая их, подчиняя себе до тех пор, пока на их пути не возникала какая-либо граница, будь то океан или грамотно организованная военная оборона своей территории другим народом. Ключевым фактором завершения эпохи первого номоса (его разрушения) стало покорение мировых океанов. Открытие новых территорий (таких как Америка), составление впоследствии карты мира и переосмысление жизненного пространства в целом привело к формированию второго номоса.

## Второй номос
Ключевыми фигурами в переходе от первого ко второму номосу считаются народы Европы, сыгравшие главную роль в Великих географических открытиях. Первооткрыватели, в лице представителей европейских народов, путем захвата или мирного образования колоний по всему миру предопределили ключевую особенность второго номоса — европоцентризм. Этот номос охватывал всю вселенную — океаны стали составной частью пространства. Богатая на тот момент Англия, не обратив внимания на претензии Испании, Португалии Голландии и Франции на господство в мировом океане, окончательно закрепив за собой статус владычицы морей после Трафальгарского сражения. Второй номос характеризуется двойным равновесием между двумя элементами пространства — сушей и морем, поскольку страны Европы в тот момент играли ключевые роли во всех политических процессах по всему миру. С точки зрения суши в контексте второго номоса рассматривается Европейский континент, на котором равновесие не допускало господства какой бы то ни было континентальной державы, а в роли гаранта выступала Англия, которая в свою очередь господствовала на море и не допускала претензий других морских держав на равновесие. Разрушение второго европоцентристского номоса спровоцировала Первая мировая война.

## Третий номос
После первой мировой войны мир разделился на два противоборствующих лагеря: восточный и западный. В основе третьего номоса лежит противостояние стихий моря и суши, антагонизм мира континентального и мира морского. Восток олицетворяет пространство суши (достаточно посмотреть на карту, огромные земельные территории покрывают восточные земли), Запад же представляет собой морскую цивилизацию, окутанную глубинами великого Тихого океана и второго по величине Атлантического. Данный номос так же олицетворял идеологическое противостояние, где восток представляли территории стран Варшавского договора, а запад – страны члены НАТО, находившиеся в состоянии «холодной войны».